# Matt Rife
Matthew Steven Rife (né le 10 septembre 1995) est un comédien et acteur américain, connu surtout pour ses comédies spéciales Only Fans (2021) et Matthew Steven Rife (2023), tous deux autoproduites, ainsi que celle parue sur Netflix le 15 novembre 2023, intitulée Natural Selection, et son apparition dans la série de stand-up télévisée Bring the Funny.

## Jeunesse
Matt Rife est né à Columbus, dans l'Ohio, et a grandi à North Lewisburg. Il a également vécu à New Albany et à Mount Vernon.
Matt Rife est, en tant que comédien, connu surtout pour ses spectacles de stand-up Only Fans (2021), et  Matthew Steven Rife (2023), et son apparition dans la série télévisée américaine Bring the Funny en 2019, dans laquelle il est allé jusqu'en demi-finale, avant de se faire éliminer à la huitième semaine de compétition.
En tant qu'acteur, il est connu pour ses rôles dans la série télévisée de sketchs et d'improvisation Wild 'n Out, pour avoir joué Logan dans la série télévisée de sitcom Bienvenue chez les Huang Matthew Rife est enquêteur paranormal sur la chaîne YouTube Overnight,,,. En décembre 2022, il a signé avec Creative Artists Agency (CAA).

## Vie privée
Matthew Rife a été en couple avec l'actrice Kate Beckinsale. Il vit actuellement à Los Angeles, en Californie. il est actuellement en couple avec l'actrice et danseuse Jessica Lord.